# عضله مایل فوقانی
عضله مایل فوقانی (انگلیسی: Superior oblique muscle) بلندترین و نازکترین ماهیچه چشم است.
عضله مایل فوقانی، قرنیه را به طرف پایین و خارج می‌کشد و کره چشم را به طرف بینی می‌پیچاند (حول محور افقی جلو به عقب).

## نگارخانه

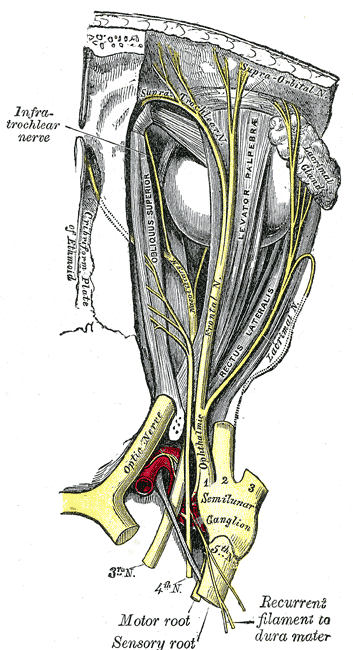
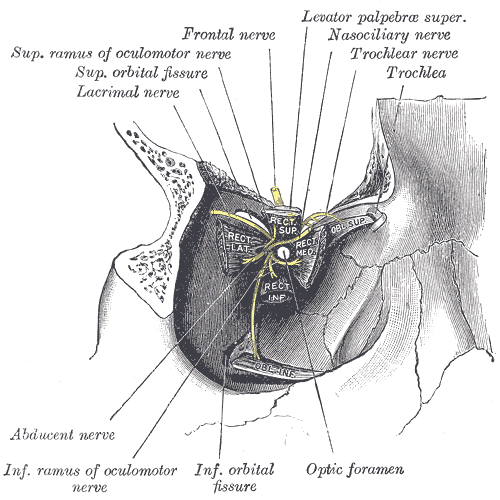